# HMS Vega (T125)
HMS Vega (T125) var en torpedbåt i svenska flottan av Spica-klass. Efter utrangeringen såldes hon till en privat köpare 1993.

## Källor

HMS Vegas heraldiska vapen. Vega är stjärnbilden Lyrans ljusstarkaste stjärna.